# Церква Андрія Стратилата

Святі Апостоли. Деталь композиції «Вознесіння Христа» на північній стіні

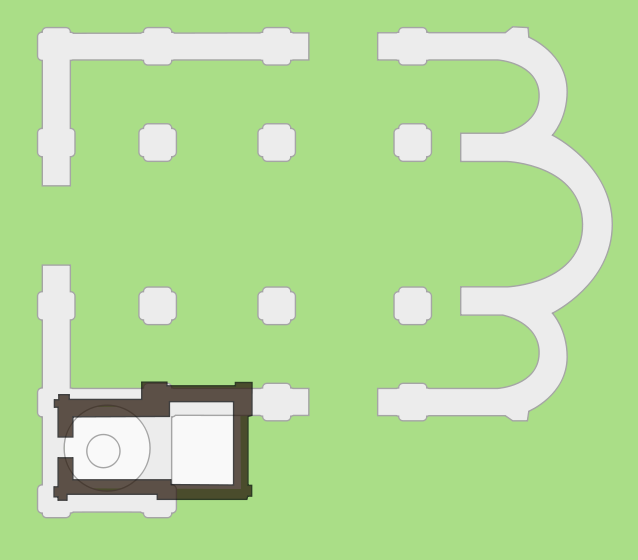
Поєднані плани церкви Андрія Стратилата і Борисоглібського собору

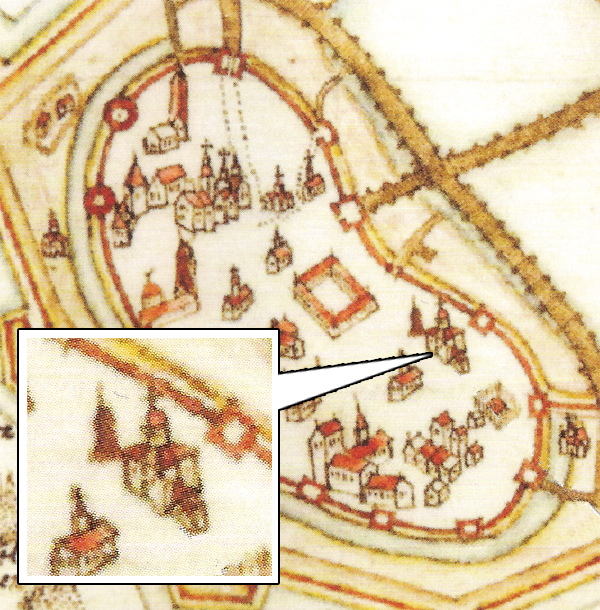
Борисоглібський собор XII-XV ст. на шведському плані 1611р. (з півдня у основного обсягу приділ Андрія Стратилата)

Церква Андрія Стратилата. Фрагмент ікони "Богоматір Знамення з вибраними святими і зображенням Кремля".

Церква Андрія Стратилата (рос. Церковь Андрея Стратилата) — невелика церква XV-XVII століть, розташована у південно-східній частині Новгородського Дитинця, прямокутна в плані, з однопролітною дзвіницею над входом.

## Історія
Спочатку на місці церкви в 1167—1173 роках побудований кам'яний храм Бориса і Гліба — велична, трьохапсидна, шестистовпна споруда зі сходовою вежею. Замовником собору, побудованого на кшталт великих княжих храмів початку XII в., був новгородець Сотко Ситінич. В 1405 році через пожежу, що охопила Людин кінець церква сильно постраждала і в 1441 році за указом архієпископа Євфимія II будується новий храм на старій основі. Під час будівництва була розібрана сходова вежа і на її основі споруджено окремий вівтар Андрія Стратилата.
Перебудований в XV столітті Борисоглібський собор зображений на іконі «Бачення паламаря Тарасія» кінця XVI століття, прикрашений величезною фрескою-іконою й увінчаний двома головами. Одна з них (маленька) символічно вказує на існування приділа Андрія Стратилата. Досить чітко можна побачити приділ Андрія Стратилата на шведському плані 1611 року, де він зображений з півдня у одноголової основної площі.
При завоюванні Новгорода шведами на початку XVII століття собор зазнав сильного руйнування.
У 1682 році Борисоглібський собор обвалився і його розібрали до основи. Головним завданням архітекторів та реставраторів стало відновлення фундаменту церкви. Справа в тому, що основна частина храму, перебуваючи на місці сходової вежі, в деяких місцях просто не мала фундаменту. Частково будівля стояла на землі або навіть підвисала в повітрі, а стіни пішли тріщинами. Збережений приділ Андрія Стратилата розширено на схід і виділено в самостійну церкву.
Таким чином, нині існуюча будівля є результатом двох основних будівельних періодів. Від XV століття зберігаються стіни західної площі і північна стіна східної прибудови. Вони складені з волховського плитняка, черепашнику та цегли. Архітектурне оформлення західного порталу з арочним завершенням, декоративної бровкою зовні і трикутною перемичкою всередині характерно для новгородського зодчества XV століття. Східна і частина південної стіни, так само як і склепіння, складені з цегли в XVII столітті.
У першій половині XIX століття храм перебудовується. Тоді був влаштований новий звід в західному обсязі і новий карниз, замінена покрівля, зроблена невелика голова і дзвіниця, а також зміцнено фундаменти під північною стіною.
У роки Великої Вітчизняної війни церква постраждала: була пошкоджена покрівля, обсипалася штукатурка, розібрані підлоги.
У 1947 році будівлю відремонтували. У 1969 році під керівництвом професора К. М. Каргера проведені дослідження основи сходової вежі XII століття всередині і зовні західного об'єму церкви. Були відкриті нижні ділянки стін і добре збережена кладка центрального круглого стовпа з кількома сходинками гвинтових сходів.
У 1970-і роки стан пам'ятника почав різко погіршуватися — стіни пішли тріщинами. Під керівництвом архітектора Новгородської реставраційної майстерні Р. М. Штендера були проведені протиаварійні роботи.
У 2000-2003 роках проведено реставраційні роботи фірмою «Десна» за проектами О. Н. Коваленко і Л. Р. Маркової. В процесі робіт були укріплені несучі конструкції будівлі: кладки стін, перекриттів, фундаментів. З вапнякових плит виклали підлогу в західному обсязі таким чином, щоб виявити форму круглої основи і стін сходової вежі.
Тоді ж під керівництвом Е. В. Серьогіної, художниками — реставраторами Міжобласного науково-реставраційного художнього управління м. Москви був розкритий і укріплений настінний живопис XVI—XVII століть всередині храму.
На північній стіні західного обсягу церкви в нижньому регістрі зображена процесія святих, звернена до вівтаря. Першим зі сходу представлений Андрій Стратилат.
На західній стороні тріумфальної арки в центрі — композиція «Знамення Божої Матері» в медальйоні — образ, особливо шанований в Новгороді. По боках від неї — зображення біблійних царів Давида і Соломона і невідомих святих у медальйонах.
На стінах західного обсягу, у верхньому регістрі фрагментарно збереглася грандіозна композиція «Вознесіння Христа». На південній і північній стінах — 12 апостолів в повний ріст на три чверті звернені до Богоматері. Образ її написаний на західній стіні. За спиною Богоматері — два ангели в білому одязі. Вціліли тільки нижні частини фігур Богоматері ангелів. З 12 апостолів тільки в одного зберігся особистий лист. Інші образи були втрачені при влаштуванні пізнього склепіння. Втрачено і зображення Христа у сяйві з ангелами і серафимами, яке було на зруйнованому зводі.